# مسابقات جهانی پارا وزنه برداری ۲۰۱۴
مسابقات جهانی پارا وزنه برداری ۲۰۱۴ رقابتی برای ورزشکاران مرد و زن معلول بود. این رویداد با ۳۶۰ شرکت کننده از بیش از ۶۰ کشور، از تعداد شرکت کنندگان پارالمپیک تابستانی ۲۰۱۲ لندن پیشی گرفت. این مسابقات در امارات متحده عربی در دبی برگزار شد و از ۵ تا ۱۱ آوریل ۲۰۱۴ (۱۶–۲۲ فروردین ۱۳۹۳) برگزار شد. این مسابقات در باشگاه معلولان دبی برگزار شد.
این مسابقات از اولین دوره تا دوره ۶ ام به نام IPC Powerlifting World Championships برگزار می‌شد اما از سال ۲۰۱۶ به بعد به نام World Para Powerlifting Championships تغییر نام داد و مسابقات دبی آخرین مسابقه ای بود که با نام قبلی برگزار شد.

## رویداد
مسابقات جهانی پاورلیفتینگ IPC در سال ۲۰۱۴ ششمین دوره مسابقات قهرمانی در این سری مسابقات و دومین دوره به میزبانی دبی بود. این مسابقات که در باشگاه معلولان دبی برگزار شد، با حضور بیش از ۳۳۰ ورزشکار از ۶۰ کشور برگزار شد و از تعداد شرکت کنندگان برای بازی‌های پارالمپیک تابستانی ۲۰۱۲ که در لندن برگزار شد، پیشی گرفت. این مسابقات در ده دسته برای شرکت کنندگان زن و مرد برگزار شد و در مجموع بیست مسابقه انجام شد. پنج کشور نیجریه، مصر، چین، ایران و روسیه بر نتایج برتری داشتند. این پنج کشور ۴۱ مدال از مجموع ۶۰ مدال شامل ۱۴ مدال طلا را به خانه بردند. اگرچه مصر از روز سوم در صدر جدول مدال‌ها قرار داشت، نیجریه با پنج طلا در صدر جدول قرار گرفت. مصر با مجموع ۱۲ مدال بیشترین مدال را در این مسابقات کسب کرد و پس از روسیه با ۹ مدال قرار گرفت. در طول این مسابقات، ۱۵ بار رکوردهای جهانی جابه‌جا شد. از ایران نیز سیامند رحمان با ۲۸۵٫۵ کیلوگرم رکورد سنگین‌وزن را در اختیار گرفت.

## تیم ملی جمهوری اسلامی ایران

### کادر فنی
سرپرست - سید محمدرضا میرشفیعی
سرمربی - علی‌اصغر رواسی
مربی - غلامرضا آسترکی و احمددلجوان و محمود حسنی

### ورزشکاران
دسته ۴۹ کیلوگرم -
دسته ۵۴ کیلوگرم - صمد عباسی
دسته ۵۹ کیلوگرم - حمزه محمدی 
دسته ۶۵ کیلوگرم -
دسته ۷۲ کیلوگرم - روح‌الله رستمی 
دسته ۸۰ کیلوگرم -
دسته ۸۸ کیلوگرم - سیدحامد صلحی‌پور 
دسته ۹۷ کیلوگرم -
دسته ۱۰۷ کیلوگرم - علی صادق‌زاده 
دسته ۱۰۷+ کیلوگرم - سیامند رحمان  و منصور پورمیرزایی 

## جدول مدال‌ها
| رتبه            | کشور                 | طلا | نقره | برنز | مجموع |
| --------------- | -------------------- | --- | ---- | ---- | ----- |
| ۱               | نیجریه (NGR)         | ۵   | ۱    | ۱    | ۷     |
| ۲               | مصر (EGY)            | ۴   | ۶    | ۲    | ۱۲    |
| ۳               | چین (CHN)            | ۳   | ۲    | ۲    | ۷     |
| ۴               | ایران (IRN)          | ۱   | ۵    | ۰    | ۶     |
| ۵               | روسیه (RUS)          | ۱   | ۲    | ۶    | ۹     |
| ۶               | اوکراین (UKR)        | ۱   | ۱    | ۰    | ۲     |
| ۷               | اردن (JOR)           | ۱   | ۰    | ۰    | ۱     |
| ۷               | بریتانیای کبیر (GBR) | ۱   | ۰    | ۰    | ۱     |
| ۷               | تایوان (TPE)         | ۱   | ۰    | ۰    | ۱     |
| ۷               | ترکیه (TUR)          | ۱   | ۰    | ۰    | ۱     |
| ۷               | یونان (GRE)          | ۱   | ۰    | ۰    | ۱     |
| ۱۲              | مکزیک (MEX)          | ۰   | ۱    | ۲    | ۳     |
| ۱۳              | لهستان (POL)         | ۰   | ۱    | ۱    | ۲     |
| ۱۴              | ویتنام (VIE)         | ۰   | ۱    | ۰    | ۱     |
| ۱۵              | عراق (IRQ)           | ۰   | ۰    | ۲    | ۲     |
| ۱۶              | آذربایجان (AZE)      | ۰   | ۰    | ۱    | ۱     |
| ۱۶              | اندونزی (INA)        | ۰   | ۰    | ۱    | ۱     |
| ۱۶              | برزیل (BRA)          | ۰   | ۰    | ۱    | ۱     |
| ۱۶              | هلند (NED)           | ۰   | ۰    | ۱    | ۱     |
| مجموع (۱۹ کشور) | مجموع (۱۹ کشور)      | ۲۰  | ۲۰   | ۲۰   | ۶۰    |

## مدال آوران

### مردان
| Class        | Gold                         | Silver                  | Bronze                           |
| ۴۹ کیلوگرم   | Yakubu Adesokan نیجریه       | Lê Văn Công ویتنام      | Vladimir Balynetc روسیه          |
| ۵۴ کیلوگرم   | Sherif Othman مصر            | Vladimir Krivulya روسیه | Feng Qi چین                      |
| ۵۹ کیلوگرم   | Ali Jawad بریتانیا           | حمزه محمدی ایران        | Anthony Ulonnam نیجریه           |
| ۶۵ کیلوگرم   | Liu Lei چین                  | Ayrat Zakiev روسیه      | Shaaban Ibrahim مصر              |
| ۷۲ کیلوگرم   | Mohamed Elelfat مصر          | روح‌الله رستمی ایران     | Sergei Sychev روسیه              |
| ۸۰ کیلوگرم   | Gu Xiaofei چین               | Metwaly Mathana مصر     | Wawrzyniec Latus لهستان          |
| ۸۸ کیلوگرم   | Mutaz Zakaria Aljuneidi اردن | حامد صلحی پور ایران     | Jose de Jesus Castillo مکزیک     |
| ۹۷ کیلوگرم   | Abdulazeez Ibrahim نیجریه    | Mohamed Eldib مصر       | Thaer Al-Ali عراق                |
| ۱۰۷ کیلوگرم  | Pavlos Mamalos یونان         | علی صادق زاده ایران     | Elshan Huseynov جمهوری آذربایجان |
| +۱۰۷ کیلوگرم | سیامند رحمان ایران           | منصور پورمیرزایی ایران  | Faris Al-Ajeeli عراق             |

### زنان
| Class       | Gold                     | Silver                   | Bronze                        |
| Up to 41 kg | Nazmiye Muslu ترکیه      | Cui Zhe چین              | Ni Nengah Widiasih اندونزی    |
| Up to 45 kg | Rayisa Toporkova اوکراین | Justyna Kozdryk لهستان   | Laura Cerero مکزیک            |
| Up to 50 kg | Olesya Lafina روسیه      | Lidiia Soloviova اوکراین | Gihan Abdelaziz مصر           |
| Up to 55 kg | Esther Oyema نیجریه      | Shi Shanshan چین         | Anastasia Khonina روسیه       |
| Up to 61 kg | Fatma Omar مصر           | Amalia Perez مکزیک       | Yang Yan چین                  |
| Up to 67 kg | Tan Yujiao چین           | Amal Mahmoud مصر         | Kheda Berieva روسیه           |
| Up to 73 kg | Ijeoma Iherobiem نیجریه  | Amany Ali مصر            | Vera Muratova روسیه           |
| Up to 79 kg | Lin Tzu-hui تایوان       | Geehan Hussan مصر        | Márcia Cristina Menezes برزیل |
| Up to 86 kg | Randa Mahmoud مصر        | Loveline Obiji نیجریه    | Olga Kiseleva روسیه           |
| Over 86 kg  | Josephine Orji نیجریه    | Nadia Ali مصر            | Melaica Tuinfort هلند         |